# Векс Бранч (Тексас)
Векс Бранч (енгл. Wells Branch) насељено је место без административног статуса у америчкој савезној држави Тексас.

## Демографија
По попису из 2010. године број становника је 12.120, што је 849 (7,5%) становника више него 2000. године.
| Група             | 2000.         | 2010.         |
| Белци             | 6.966 (61,8%) | 5.540 (45,7%) |
| Афроамериканци    | 1.088 (9,7%)  | 1.840 (15,2%) |
| Азијати           | 1.081 (9,6%)  | 939 (7,7%)    |
| Хиспаноамериканци | 1.880 (16,7%) | 3.475 (28,7%) |
| Укупно            | 11.271        | 12.120        |